# ガンファイトへの招待
『ガンファイトへの招待』（Invitation to a Gunfighter）は、1964年のアメリカ合衆国の西部劇映画。出演はユル・ブリンナーなど。

## ストーリー
南北戦争の終結に伴い、ニューメキシコの町ペコスに帰郷した復員兵マットは、自分の農場が町の銀行家ブルースターによって売られていた上、恋人のルースがクレーンと結婚していたことを知り、愕然とする。
マットは農場の購入者メドフォードに呼ばれて殺されそうになるが、返り討ちにしたことで評判となる。ブルースターは町を訪れた拳銃の名手デスタインにマット殺しを依頼する。当初デスタインは辞退した者の、ルースに一目ぼれしたことがきっかけで引き受ける。このことは町民たち、とくにクレーンの怒りを買う。クレーンはブルースターに「マットにデスタインを殺させよう」ともちかけるも、マットに拒否されたことから、自らデスタインに挑み返り討ちにされる。
そして、マットはデスタインとの決闘に臨む。真実を知ったデスタインは決闘に乗り気ではなかったが、マットは発砲してしまい、致命傷を負う。死の間際、デスタインはブルースターの悪事を明かす。
ブルースターはマットに拳銃を向けるも、逆にマットに撃たれる。

## キャスト
| 役名                               | 俳優                     | 日本語吹替   | 日本語吹替 | 日本語吹替 |
| 役名                               | 俳優                     | NETテレビ版  | 東京12ch版 |            |
| ---------------------------------- | ------------------------ | ------------ | ---------- | ---------- |
| ジュールス・ガスパード・デスタイン | ユル・ブリンナー         | 小林修       | 小林修     |            |
| ルース・アダムズ                   | ジャニス・ルール         | 二階堂有希子 | 谷育子     |            |
| マット・ウィーバー                 | ジョージ・シーガル       | 愛川欽也     | 伊武雅之   |            |
| ドク・バーカー                     | アルフレッド・ライダー   |              |            |            |
| クレーン・アダムズ                 | クリフォード・デビッド   |              |            |            |
| 獣医                               | マイク・ケリン           |              |            |            |
| ケナーシー                         | ブラッド・デクスター     |              |            |            |
| サム・ブルースター                 | パット・ヒングル         | 富田耕生     |            |            |
| 保安官                             | バート・フリード         |              |            |            |
| マヌエル                           | ジョン・A・アロンゾ      |              |            |            |
| マッキーバー                       | カート・コンウェイ       |              |            |            |
| ヒックマン                         | クラーク・ゴードン       |              |            |            |
| ガリー                             | ジェラルド・ハイケン     |              |            |            |
| フィドラー                         | ストローザー・マーティン |              |            |            |
| タトル                             | クリフトン・ジェームズ   |              |            |            |

- NETテレビ版：初回放送1972年4月22日『土曜映画劇場』
- 東京12ch版：初回放送1980年6月26日『木曜洋画劇場』

## スタッフ
- 監督：リチャード・ウィルソン
- 製作：スタンリー・クレイマー
- 原作：ハル・グッドマン、ラリー・クレイン
- 脚本：リチャード・ウィルソン、エリザベス・ウィルソン、アルヴィン・サピンスレイ
- 撮影：ジョー・マクドナルド
- 音楽：デイヴィッド・ラクシン